# Río Chubut
Le río Chubut est un fleuve de Patagonie argentine qui, né dans le secteur occidental de la province de Río Negro, traverse la province de Chubut d'ouest en est. Il naît dans la cordillère des Andes et se jette dans l'océan Atlantique.
Il court au fond de vallées encaissées protégées des vents patagoniens, dont la plus importante est la vallée inférieure du río Chubut, où se sont construites les villes de Trelew et Rawson.

## Toponymie
Son nom proviendrait du tehuelche chupat « transparent».

## Caractéristiques
- Son débit en fin de parcours est estimé à 51 mètres cubes par seconde en moyenne, soit plus ou moins l'équivalent du débit de l'Aude française à son embouchure.
- L'étendue de son bassin versant est de 53 801 km2, surface largement supérieure à celle de la Suisse, et près de deux fois plus vaste que la république d'Haïti.

## Localités traversées
- El Maitén
- Las Plumas
- Piedra Parada
- Rawson, capitale de la province de Chubut
- Trelew

## Affluents
- Le río Chico del Norte (rive gauche), venu de la province de Río Negro, il naît une cinquantaine de kilomètres au sud-est de San Carlos de Bariloche. Il forme une superbe cascade haute de 70 mètres appelée El Saltillo.
- Le río Gualjaina (rive gauche), appelé río Tecka dans son cours supérieur, conflue en rive droite. Il reçoit en rive gauche l'émissaire du lac Cronómetro issu du Cordón Kaquel.
- Le río Chico, long affluent intermittent du Chubut en rive droite, dont le cours inférieur est aujourd'hui recouvert par les eaux du lac Florentino Ameghino. Venu du sud-ouest, il était aux époques pluvieuses, l'émissaire du lac Colhué Huapi.

## Galerie

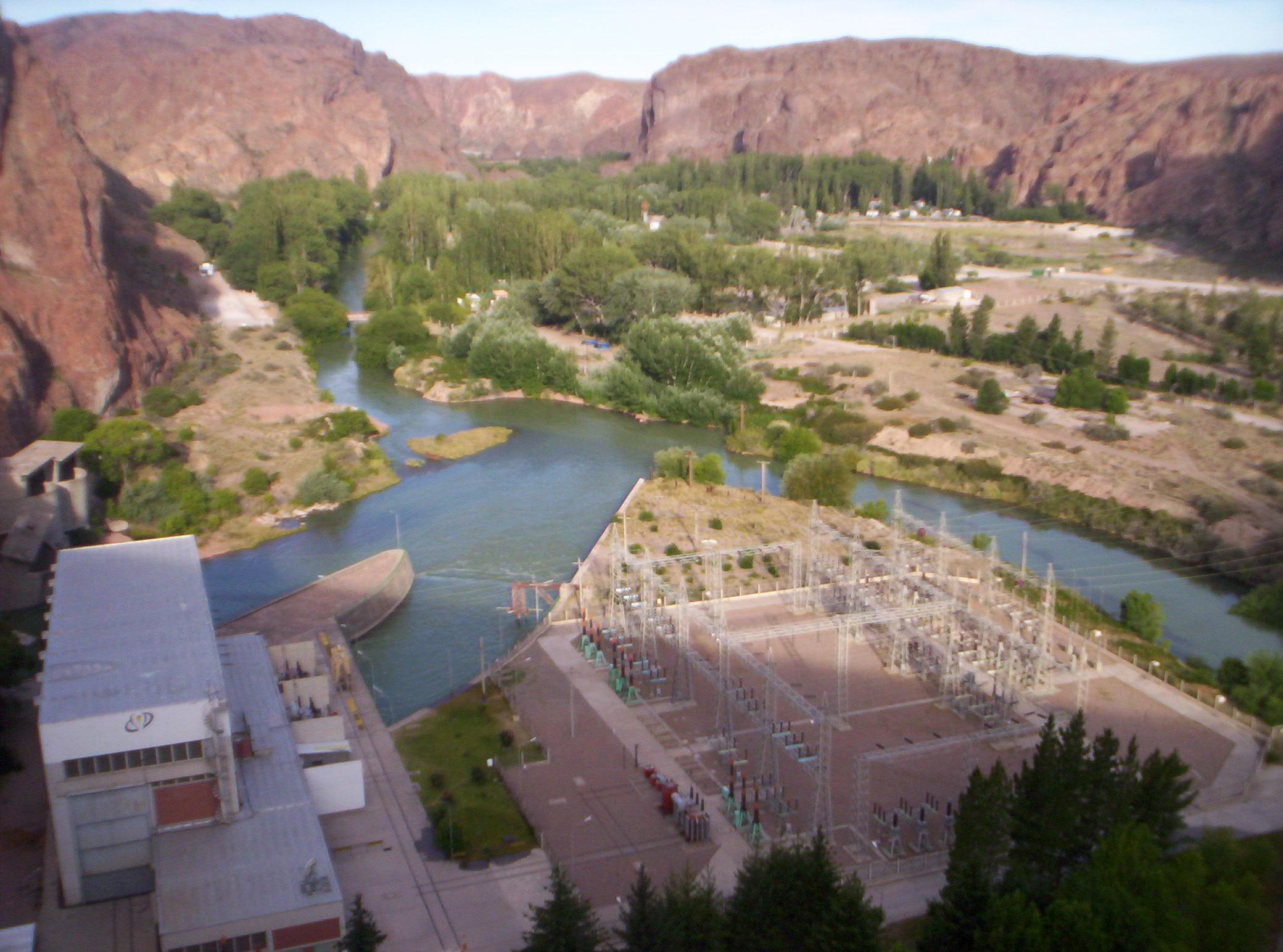
La petite ville de Florentino Ameghino est née du barrage Florentino Ameghino sur le fleuve. Vue depuis le barrage.
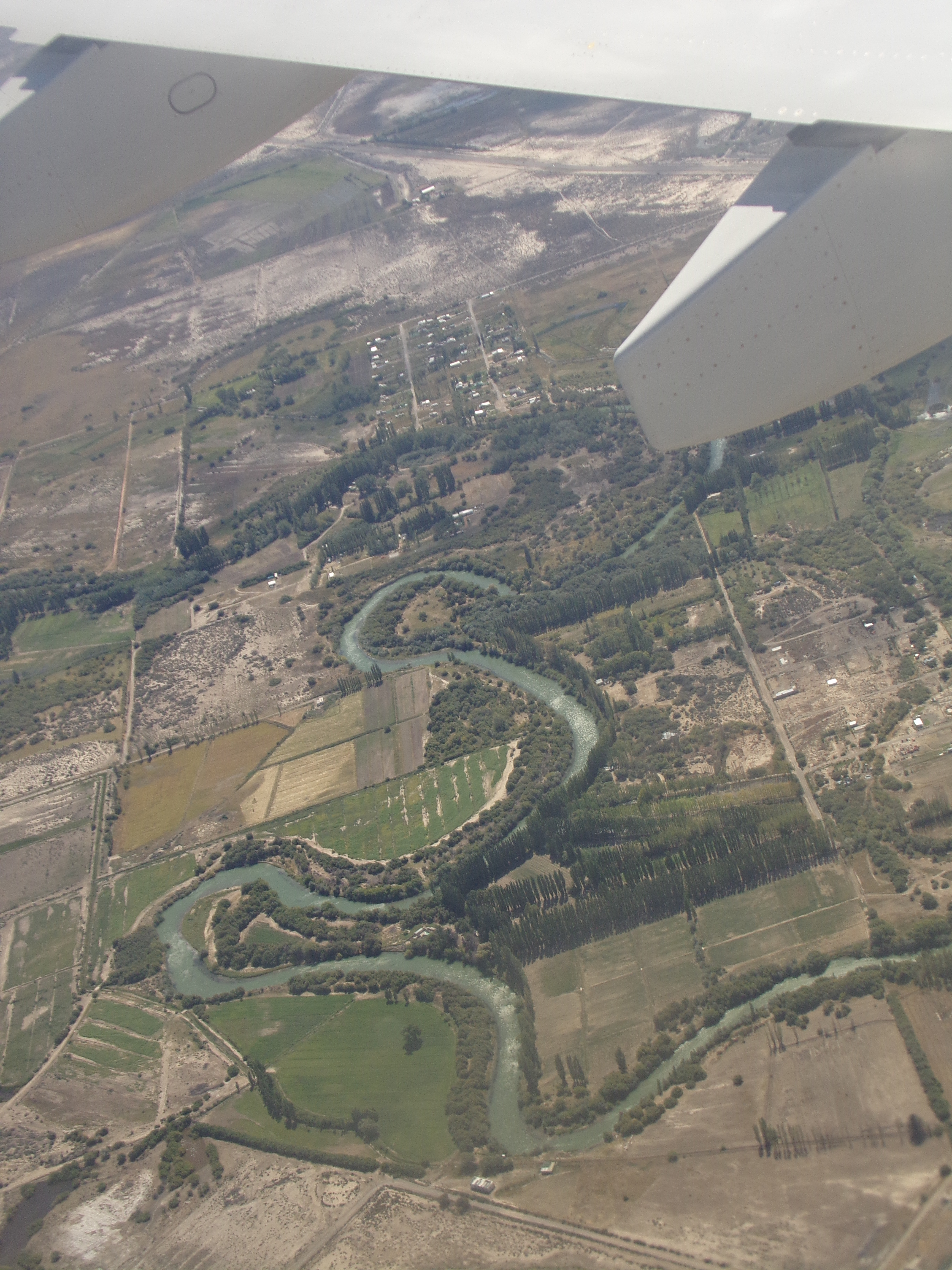
Méandres du fleuve vues depuis un avion.
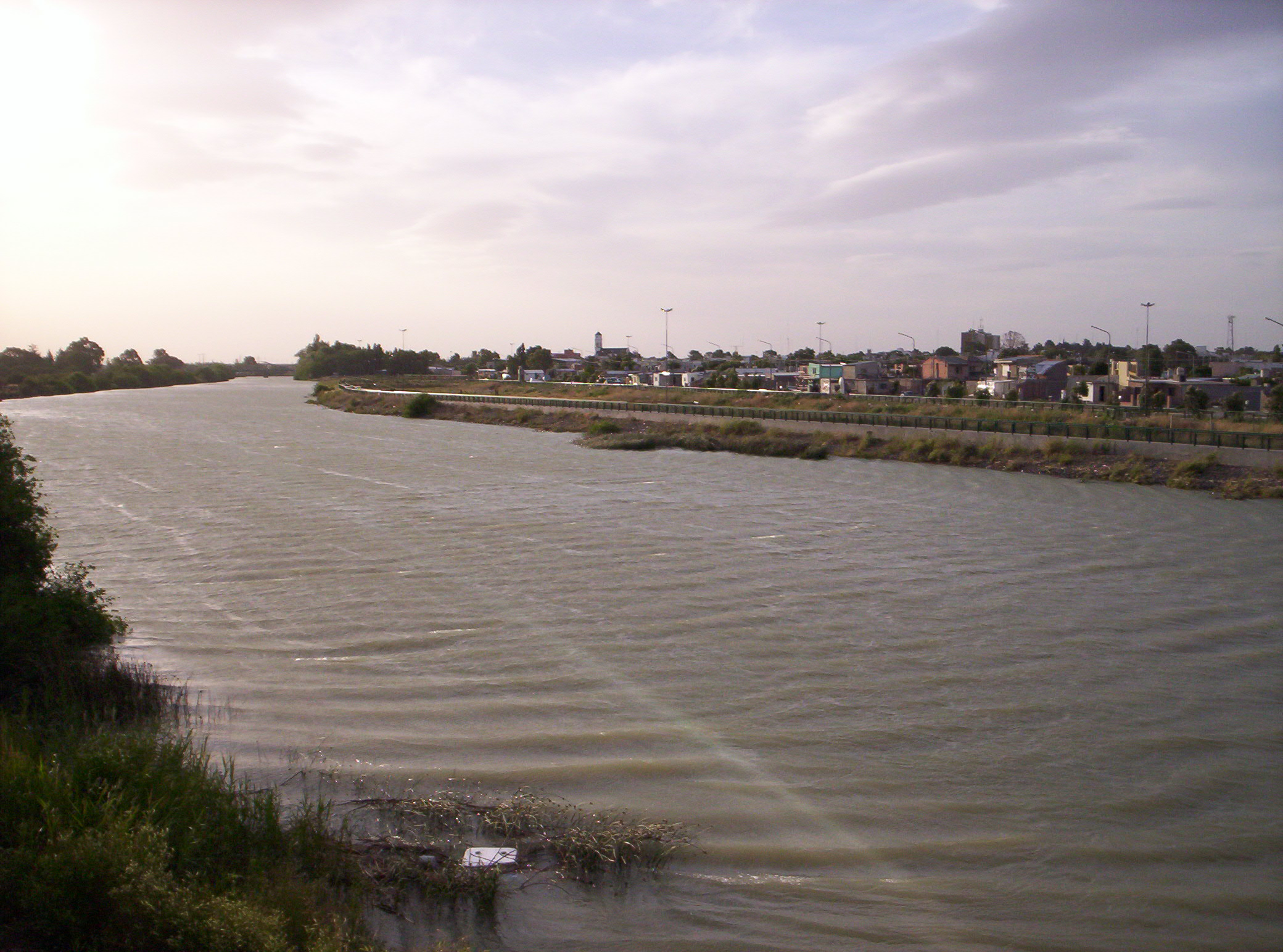
Le Chubut à son passage par la ville de Rawson.

## Hydrométrie - les débits à Los Altares
Le débit du río Chubut a été observé pendant 37 ans (1943-1980) à Los Altares, localité de la province de Chubut située à 327 kilomètres de son embouchure dans l'Atlantique.
À Los Altares, le débit annuel moyen ou module observé sur cette période était de 49 m3/s pour un bassin versant de 16 400 km2.
La lame d'eau écoulée dans cette partie - de loin la plus importante - du bassin versant du fleuve atteint ainsi le chiffre de 94 millimètres par an, ce qui peut être considéré comme modéré dans le contexte du climat souvent desséché de la plus grande partie de la Patagonie argentine.
Cours d'eau alimenté par les pluies d'hiver et la fonte des neiges au printemps, le río Chubut est un cours d'eau assez fourni mais irrégulier, et présente une double période de crue. La première, liée aux pluies d'hiver a lieu de juin à août, la seconde liée à la fonte des neiges andines se déroule en octobre et en novembre. Les deux périodes de hautes eaux sont tellement rapprochées qu'elles fusionnent presque. À peine peut-on observer une légère décrue en septembre. Dès le mois de décembre avec l'été austral, c'est la chute des débits. La saison des basses eaux s'ensuit et va de février à avril.
Le débit moyen mensuel observé en mars (minimum d'étiage) atteint 11,4 m3/s, soit approximativement sept fois moins que les débits moyens des mois d'août (83,7 m3/s) et d'octobre (83,4 m3/s), ce qui témoigne de l'amplitude assez modérée des variations saisonnières. Cependant des variations bien plus importantes ont été observées : sur la durée d'observation de 37 ans, le débit mensuel minimal a été de 4 m3/s, tandis que le débit mensuel maximal s'élevait à 261 m3/s.

## Économie

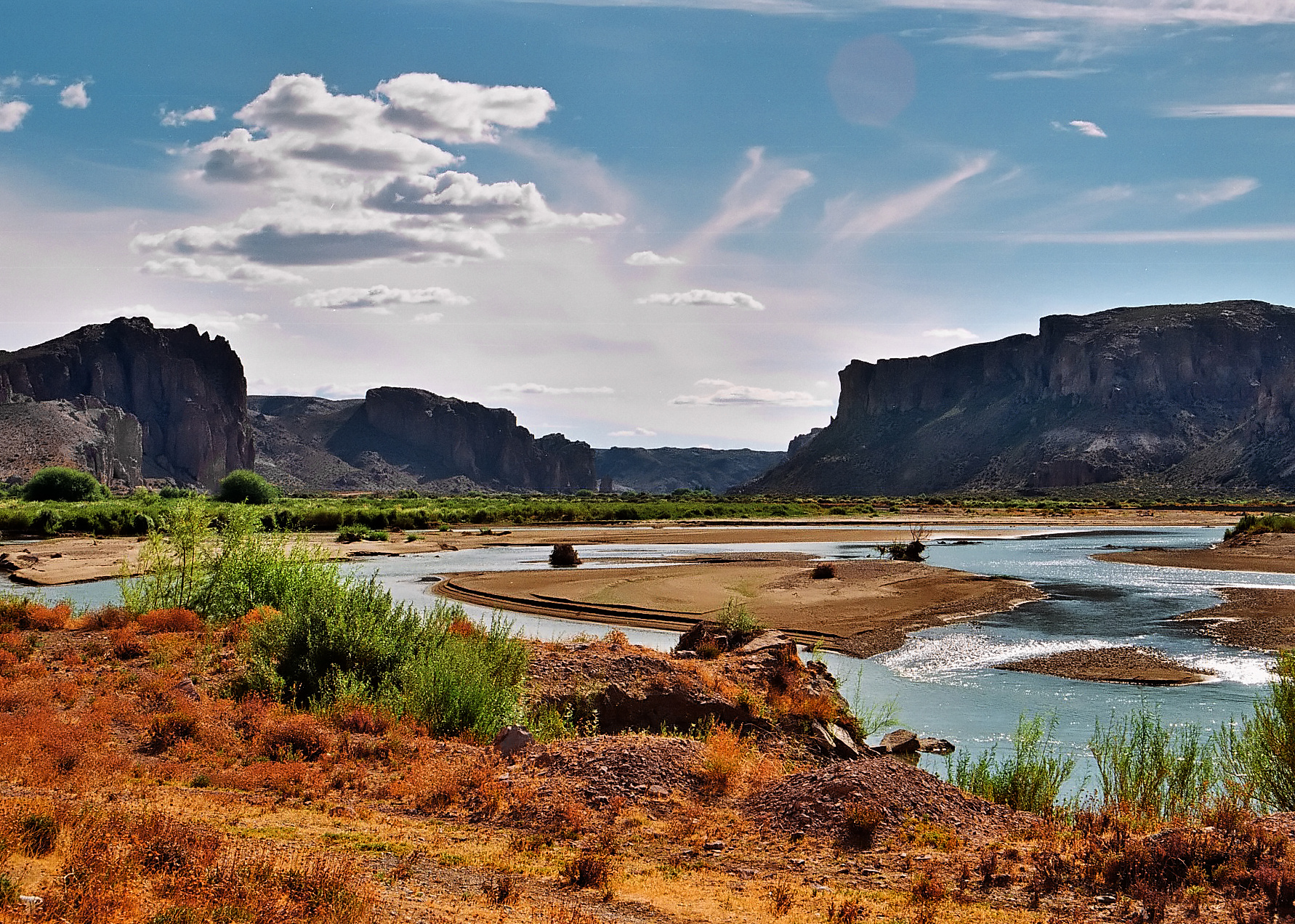
Autre aspect de la vallée du fleuve. Photo prise à Los Altares.

L'agriculture s'est bien développée depuis les années 1960 dans des zones d'oasis de la vallée : la basse vallée du río Chubut et surtout la région fertile de « Chulilaw » ou du « Parallèle 42 ». De sorte qu'aujourd'hui on produit toutes sortes de fruits dans la vallée du Chubut : fraises, framboises, salsepareilles, cerises, myrtilles, pommes, raisins. Enfin, depuis le début des années 2000, on y produit des vins blancs fins, ce qui fait du Chubut la région possédant les vignobles les plus méridionaux du monde.
Depuis les années 1960 également, le tourisme s'est de plus en plus développé dans la région et ses environs immédiats, notamment autour du lac Florentino Ameghino.

## Barrage Florentino Ameghino
A 150 km à l'ouest de son embouchure dans l'océan Atlantique, et 20 km à l'est de la localité de Las Plumas (département de Gaiman), on a terminé en 1968 la construction d'un 
barrage qui a donné naissance au lac Florentino Ameghino, baptisé ainsi en l'honneur du célèbre paléontologue et zoologiste argentin Florentino Ameghino. Cette grande étendue d'eau a inondé la dernière section du cours inférieur du río Chico (rive droite).